# Picumnus dorbignyanus
Picumnus dorbignyanus là một loài chim trong họ Picidae.
được tìm thấy ở Argentina, Bolivia, và Peru. Môi trường sống tự nhiên của chúng là rừng ẩm vùng đất thấp nhiệt đới hoặc cận nhiệt đới. Nó được mô tả lần đầu tiên vào năm 1845 như Picumnus d'Orbignyanus bởi nhà nghiên cứu về chim thuộc Pháp Frédéric de Lafresnaye, được đặt tên theo danh dự của nhà tự nhiên học người Pháp Alcide d'Orbigny, nhưng từ đó đã bị đánh vần sai chính tả như P. dorbygnianus. Loài này lai với Picumnus cirratus nơi phạm vi chồng lấn.

## Phân bố và môi trường sống
Picumnus dorbignyanus là loài bản địa Nam Mỹ. Nó được tìm thấy ở chân đồi ở phía đông Andes, phạm vi của nó kéo dài từ Peru và Bolivia sang phía bắc Argentina, ở độ cao từ 900 đến 2.500 m (3.000 và 8.200 ft). Môi trường sống của nó là rừng nhiệt đới nguyên sinh và rừng ẩm ướt thứ sinh, nơi nó thường xuyên bụi rậm, với cây nho, cây leo và cây ăn quả. Nó không phải là di cư, nhưng có thể di chuyển đến độ cao thấp hơn một chút vào mùa đông.

## Sinh thái học
Picumnus dorbignyanus thường sinh sống sinh sản thành các đàn nhỏ của các loài hỗn hợp, tìm kiếm côn trùng nhỏ và động vật không xương sống khác. Ít được biết đến trong thói quen sinh sản của chúng.